# 市橋直挙
市橋 直挙（いちはし なおたか、正徳2年（1712年） - 享和2年4月7日（1802年5月8日））は、近江仁正寺藩の第5代藩主。仁正寺藩市橋家6代。
立花種盈（筑後三池藩主・立花種明の次男）の長男。母は毛利氏。正室は市橋直方の娘。側室に白鳥氏、高橋氏、内田氏など。子は直舊（次男）、大嶋義智（三男）、長賢（四男）、堀田正備（五男）、娘（市橋長承室）。官位は従五位下。下総守。幼名は万次郎、友太郎。通称は主計。初名は種弘。
享保13年（1728年）9月16日、先代藩主の直方の婿養子となった。直方の長男大助、次男又三郎の早世のためであった。同年9月28日、将軍徳川吉宗にお目見えした。元文元年（1736年）5月25日、養父直方が隠居したため、その跡を継ぐ。同年12月16日、従五位下下総守に叙任した。
宝暦8年（1758年）11月24日、家督を養嗣子の長璉に譲って隠居した。寛政2年（1790年）11月3日、剃髪して体山と号した。
享和2年（1802年）4月7日、91歳という長寿をもって江戸で死去した。墓所は金剛寺殿体山一無大居士。墓所は東京都荒川区西日暮里の南泉寺。

## 系譜
父母
- 立花種盈[注釈 1]（実父）
- 毛利氏 ー 側室（実母）
- 市橋直方（養父）

正室
- 市橋直方の娘

側室
- 白鳥氏
- 高橋氏
- 内田氏

子女
- 市橋直舊（次男）
- 大嶋義智（三男）
- 市橋長賢（四男）
- 堀田正備（五男）
- 市橋長承室

養子
- 市橋長璉 ー 稲葉董通の次男